# Lari Gruzia
Lari (tiếng Gruzia: ლარი; ISO 4217: GEL) là đơn vị tiền tệ của Gruzia. Nó được chia thành 100 tetri (თეთრი). Từ lari là một từ tiếng Gruzia cổ chỉ một số tiền tích trữ, tài sản, trong khi tetri là một thuật ngữ tiền tệ tiếng Gruzia cổ (có nghĩa là 'trắng') được sử dụng ở Colchis cổ từ thế kỷ thứ 6 trước Công nguyên. Tiền tệ Gruzia trước đây bao gồm rúp (tiếng Gruzia: მანეთი, maneti), abazi (აბაზი), và kuponi Gruzia (კუპონი).

## Kuponi
Gruzia thay thế rúp Xô viết vào ngày 5 tháng 4 năm 1993, bằng kuponi (tiếng Gruzia: კუპონი) theo tỷ lệ 1:1. Đơn vị tiền tệ này chỉ bao gồm các tờ tiền, không có đơn vị phụ và chịu đựng lạm phát siêu việt. Tờ tiền được phát hành với mệnh giá từ 1 đến 1 triệu kuponi, bao gồm cả các mệnh giá đặc biệt như 3, 3000, 30.000 và 150.000 kuponi.

Mệnh giá cao nhất của mỗi loạt tờ tiền kuponi Gruzia
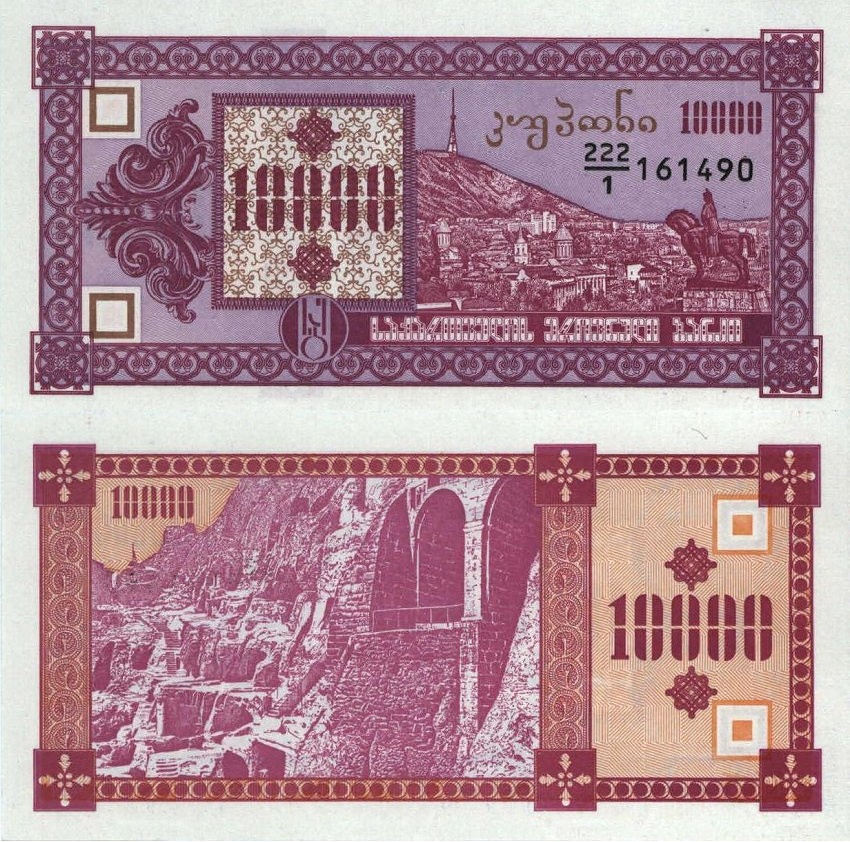
10.000 kuponi, 1993 (loạt 1)
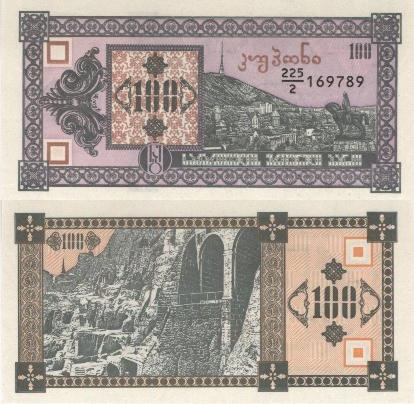
100 kuponi, 1993 (loạt 2)
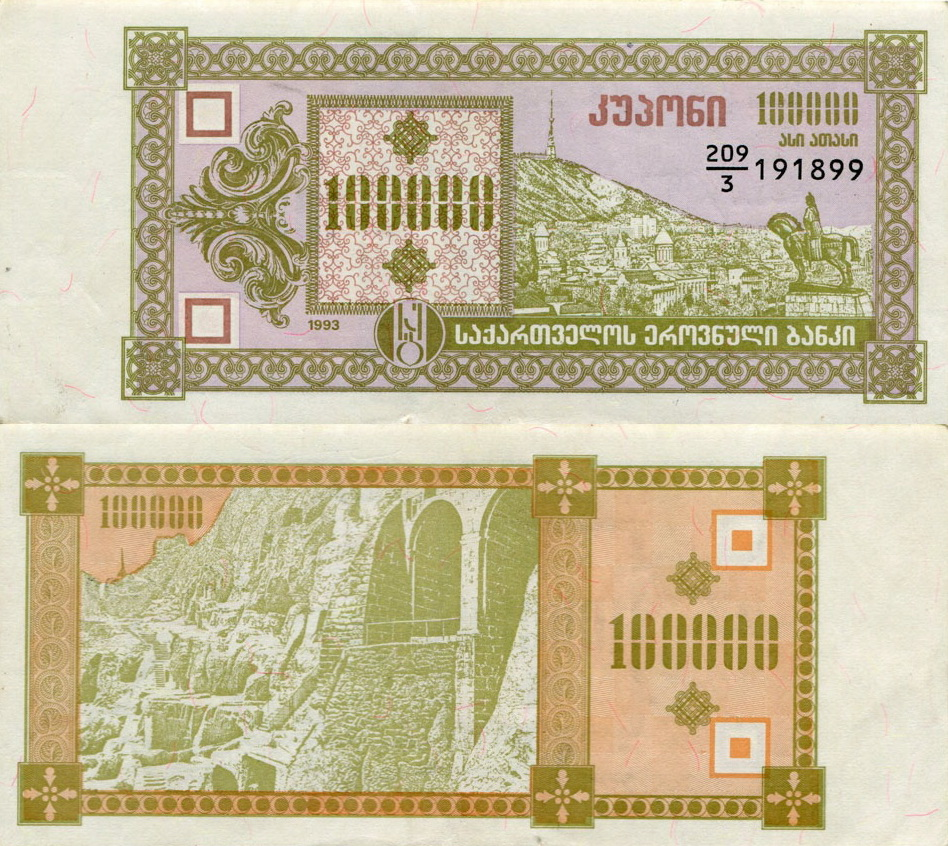
100.000 kuponi, 1993 (loạt 3)
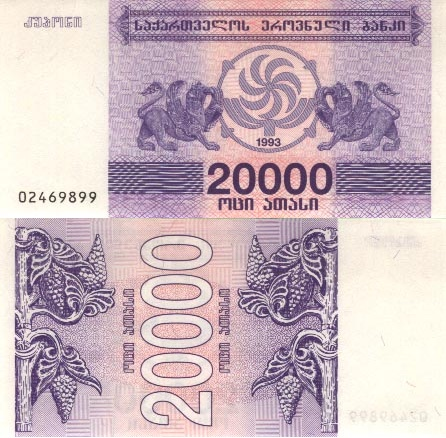
20.000 kuponi, 1994 (loạt 4)
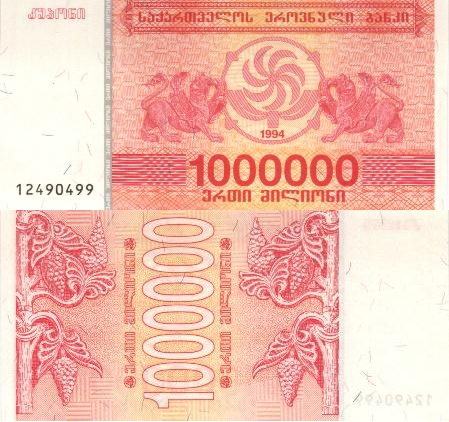
1.000.000 kuponi, 1994

## Lari
Vào ngày 2 tháng 10 năm 1995, chính phủ của Eduard Shevardnadze đã thay thế đồng tiền tạm thời kuponi bằng Lari, với tỷ lệ một triệu kuponi đổi một Lari. Kể từ đó, đồng tiền này đã duy trì khá ổn định.

### Ký hiệu Lari

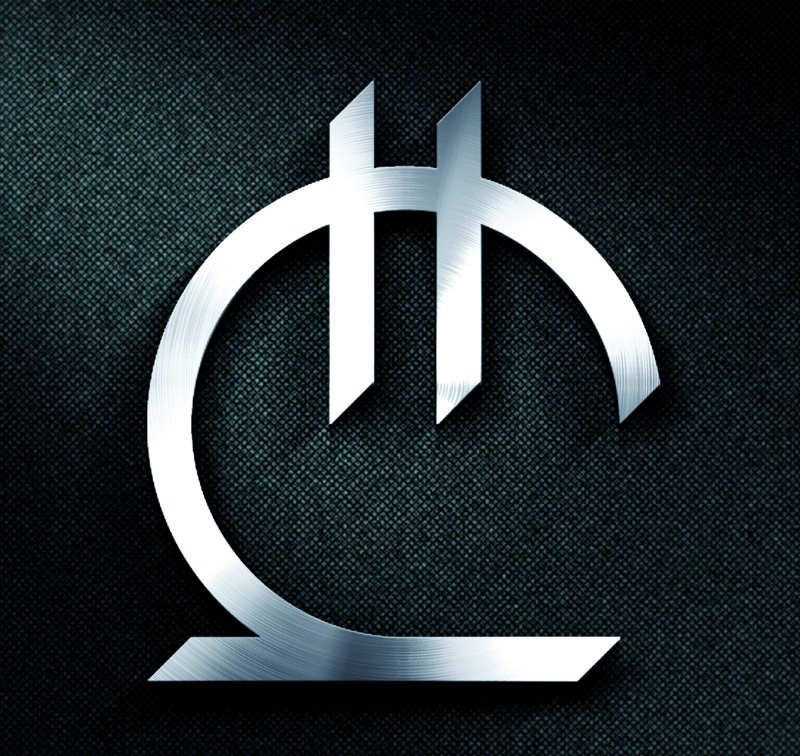
Ký hiệu tiền tệ Lari Gruzia, được giới thiệu vào ngày 8 tháng 7 năm 2014.

Vào ngày 8 tháng 7 năm 2014, Giorgi Kadagidze, Thống đốc Ngân hàng Quốc gia Gruzia (NBG), giới thiệu đề xuất chiến thắng cho ký hiệu của đồng tiền quốc gia đến công chúng và tác giả của nó. Lari Gruzia có ký hiệu riêng.
NBG thông báo cuộc thi ký hiệu Lari vào tháng 12 năm 2013. Ủy ban tạm thời bao gồm đại diện của NBG, Ủy ban Ngân sách và Tài chính của Quốc hội Gruzia, Hội đồng Quốc gia về Biểu tượng huy hiệu, Bộ Văn hóa và Bảo vệ Di tích Gruzia và Bộ Giáo dục và Khoa học Gruzia.
Trong việc chọn ký hiệu chiến thắng, Ủy ban ưu tiên các mẫu dựa trên chữ cái Mkhedruli tiếng Gruzia và đặt một số tiêu chí sau: ý tưởng, thiết kế, phù hợp với bảng chữ cái Gruzia, sự tồn tại của các yếu tố đánh dấu tiền tệ, dễ dàng xây dựng và tuân thủ các yêu cầu và khuyến nghị được xác định bởi quy tắc cuộc thi.
Ký hiệu Lari dựa trên chữ cái cong ლ (Lasi) của bảng chữ cái Gruzia. Việc ký hiệu tiền tệ quốc gia được ghi nhận là một chữ cái, bị gạch ngang bởi một hoặc hai đường thẳng song song. Hai đường song song bắt qua chữ cái Lasi là các thành phần cơ bản của ký hiệu Lari. "Chân" của chữ cái, được đại diện bởi một đường ngang, là một yếu tố cần thiết của ký hiệu, tạo thêm tính ổn định và chắc chắn cho phần cung động trên. Hình dạng của chữ cái được biến đổi để đơn giản hóa việc nhận thức và thực hiện nó như một ký hiệu Lari.
Tác giả của ký hiệu chiến thắng là một nghệ sĩ chuyên nghiệp làm gốm, Malkhaz Shvelidze.
Vào ngày 18 tháng 7 năm 2014, Giorgi Melashvili, giám đốc điều hành của Ngân hàng Quốc gia Gruzia, đã gửi một lá thư yêu cầu tới Hiệp hội Unicode để đăng ký biểu tượng này trong khối Currency Symbols của Tiêu chuẩn Unicode với mã
₾ U+20BE GEORGIAN LARI SIGN
Vào ngày 17 tháng 6 năm 2015, Hiệp hội Unicode đã phát hành Unicode V8.0, trong đó bao gồm ký hiệu Lari là
U+20BE ₾ LARI SIGN (HTML &#8382;)

### Đồng xu
Đồng xu được phát hành với các mệnh giá là 1, 2, 5, 10, 20 và 50 tetri, cũng như 1 và 2 lari.
| Loạt thứ hai (2006) | Loạt thứ hai (2006) | Loạt thứ hai (2006) | Loạt thứ hai (2006) | Loạt thứ hai (2006) | Loạt thứ hai (2006)                                      | Loạt thứ hai (2006)                                                                             | Loạt thứ hai (2006) | Loạt thứ hai (2006) |
| Hình ảnh            | Hình ảnh            | Mệnh giá            | Thông số kỹ thuật   | Thông số kỹ thuật   | Thông số kỹ thuật                                        | Mô tả                                                                                           | Mô tả | Mô tả |
| Mặt trước           | Mặt sau             | Mệnh giá            | Đường kính          | Khối lượng          | Chất liệu                                                | Rìa                                                                                             | Mặt trước | Mặt sau |
| ------------------- | ------------------- | ------------------- | ------------------- | ------------------- | -------------------------------------------------------- | ----------------------------------------------------------------------------------------------- | --- | --- |
|                     |                     | 50 Tetri            | 24 mm               | 6.52 g              | Thép không gỉ                                            | Bề mặt trơn                                                                                     | Chữ số mệnh giá "50" và chữ viết tắt თეთრი (tetri). | Quốc huy của Georgia, được bao quanh bởi hình ảnh tượng trưng của tia nắng mặt trời, các chữ viết tắt საქართველო, và ngày phát hành "2006" dưới quốc huy. |
|                     |                     | 1 Lari              | 26.2 mm             | 7.85 g              | Đồng niken                                               | Gân sọc với chữ viết lõm: tên quốc gia bằng tiếng Gruzia và tiếng Anh (საქართველო và "Georgia") | Gân nửa phần. Chữ số mệnh giá "1" và chữ viết tắt ლარი (lari).                                                                                                | Gân nửa phần. Quốc huy của Georgia, chữ viết tắt საქართველო ở phía trên bên trái, và ngày phát hành "2006" ở phía dưới bên phải.                          |
|                     |                     | 2 Lari              | 27 mm               | 8 g                 | Bimetali Đồng-nhôm-niken ở trung tâm với vòng Đồng niken | Gân sọc với chữ viết lõm: tên quốc gia bằng tiếng Gruzia và tiếng Anh (საქართველო và "Georgia") | Chữ số mệnh giá "2" và chữ viết tắt ლარი (lari). Bề mặt màu bạc có thiết kế ban đầu, tượng trưng cho một hình ảnh trung tâm biểu tượng của tia nắng mặt trời. | Quốc huy của Georgia, viền có chữ viết tròn საქართველო, và ngày phát hành "2006".                                                                         |

| Loạt đầu tiên (1993) | Loạt đầu tiên (1993) | Loạt đầu tiên (1993) | Loạt đầu tiên (1993) | Loạt đầu tiên (1993) | Loạt đầu tiên (1993) | Loạt đầu tiên (1993) | Loạt đầu tiên (1993) | Loạt đầu tiên (1993) |
| Hình ảnh             | Hình ảnh             | Mệnh giá             | Thông số kỹ thuật    | Thông số kỹ thuật    | Thông số kỹ thuật    | Mô tả                | Mô tả | Mô tả |
| Mặt trước            | Mặt sau              | Mệnh giá             | Đường kính           | Khối lượng           | Chất liệu            | Rìa                  | Mặt trước | Mặt sau |
| -------------------- | -------------------- | -------------------- | -------------------- | -------------------- | -------------------- | -------------------- | --- | --- |
|                      |                      | 1 Tetri              | 15 mm                | 1.38 g               | Thép không gỉ        | Bề mặt trơn          | Chữ số mệnh giá "1" ở phần trên đồng xu, với chữ viết tắt თეთრი (tetri) và nho sợi chồi ở phía dưới.                                                     | Borjgali (một biểu tượng Gruzia của Mặt trời với bảy tia xoay) trên Cây sống Cơ sở dữ liệu mã số Thiên chúa giáo, và ngày phát hành, "1993", với chữ viết chú thích tiếng Gruzia và tiếng Anh, საქართველოს რესპუბლიკა và "Republic of Georgia". |
|                      |                      | 2 Tetri              | 17.5 mm              | 1.9 g                | Thép không gỉ        | Bề mặt trơn          | Công với cánh mở rộng ở phần trên đồng xu, với chữ viết tắt თეთრი (tetri) và chữ số mệnh giá “2” ở dưới.                                                 | Borjgali (một biểu tượng Gruzia của Mặt trời với bảy tia xoay) trên Cây sống Cơ sở dữ liệu mã số Thiên chúa giáo, và ngày phát hành, "1993", với chữ viết chú thích tiếng Gruzia và tiếng Anh, საქართველოს რესპუბლიკა và "Republic of Georgia". |
|                      |                      | 5 Tetri              | 20 mm                | 2.5 g                | Thép không gỉ        | Bề mặt trơn          | Tượng vàng của một sư tử từ mộ cổ thế kỷ 3 TCN của thung lũng Alazani, với chữ số mệnh giá "5" và chữ viết tắt თეთრი (tetri) ở dưới.                     | Borjgali (một biểu tượng Gruzia của Mặt trời với bảy tia xoay) trên Cây sống Cơ sở dữ liệu mã số Thiên chúa giáo, và ngày phát hành, "1993", với chữ viết chú thích tiếng Gruzia và tiếng Anh, საქართველოს რესპუბლიკა và "Republic of Georgia". |
|                      |                      | 10 Tetri             | 21.9 mm              | 3 g                  | Thép không gỉ        | Bề mặt trơn          | Thánh Mammes cưỡi sư tử, tấm bạc thế kỷ 11 được phủ vàng từ Tu viện Gelati. Chữ số mệnh giá "10" ở bên phải đồng xu và chữ viết tắt თეთრი (lari) ở dưới. | Borjgali (một biểu tượng Gruzia của Mặt trời với bảy tia xoay) trên Cây sống Cơ sở dữ liệu mã số Thiên chúa giáo, và ngày phát hành, "1993", với chữ viết chú thích tiếng Gruzia và tiếng Anh, საქართველოს რესპუბლიკა và "Republic of Georgia". |
|                      |                      | 20 Tetri             | 25 mm                | 5 g                  | Thép không gỉ        | Bề mặt trơn          | Hươu từ bức tranh của họa sĩ Gruzia Niko Pirosmanashvili (Pirosmani), với chữ số mệnh giá "20" ở phía trái và chữ viết tắt თეთრი (tetri) ở dưới.         | Borjgali (một biểu tượng Gruzia của Mặt trời với bảy tia xoay) trên Cây sống Cơ sở dữ liệu mã số Thiên chúa giáo, và ngày phát hành, "1993", với chữ viết chú thích tiếng Gruzia và tiếng Anh, საქართველოს რესპუბლიკა và "Republic of Georgia". |
|                      |                      | 50 Tetri             | 19 mm                | 2.45 g               | Đồng thau            | Bề mặt trơn          | Hình chìa khóa từ bức tượng Griffin trên mặt đông của tu viện Samtavisi thế kỷ 11, với chữ số mệnh giá "50" và chữ viết tắt თეთრი (tetri) ở dưới.        | Borjgali (một biểu tượng Gruzia của Mặt trời với bảy tia xoay) trên Cây sống Cơ sở dữ liệu mã số Thiên chúa giáo, và ngày phát hành, "1993", với chữ viết chú thích tiếng Gruzia và tiếng Anh, საქართველოს რესპუბლიკა và "Republic of Georgia". |

### Seri hiện tại (2016–2019)
Từ tháng 11 năm 2016 đến tháng 10 năm 2019, Ngân hàng Quốc gia Gruzia phát hành năm loại tiền giấy (với mệnh giá ₾5, ₾10, ₾20, ₾50 và ₾100), tạo thành một bộ đồng bộ hoàn chỉnh mới.
Các loại tiền lari của seri 2016-2019 được sản xuất bởi Polish Security Printing Works (tiếng Ba Lan: Polska Wytwórnia Papierów Wartościowych).
|                              |  | ₾5 (lari Khuti)        | 122 × 62 mm | Nâu             | Chân dung của tác giả người Georgia Ivane Javakhishvili với chữ viết ივანე ჯავახიშვილი 1876–1940, tòa nhà chính của Đại học Tbilisi Ivane Javakhishvili | Chi tiết từ các bức tranh của Niko Pirosmani Threshing và Fisherman in a Red Shirt, cùng với huy hiệu của Georgia                                                                                          |  | 2017 | 1 tháng 9 năm 2017  |  |  |
|                              |  | ₾10 (lari Ati)         | 127 × 64 mm | Xanh lam        | Chân dung của tác giả người Georgia Akaki Tsereteli với chữ viết აკაკი წერეთელი 1840–1915, một đoạn trích từ bài thơ của Tsereteli Mùa xuân | Chi tiết từ bức tranh Imereti - Mẹ của tôi của nghệ sĩ người Georgia David Kakabadze, cùng với huy hiệu của Georgia                                                                                        |  | 2019 | 1 tháng 10 năm 2019 |  |  |
|                              |  | ₾20 (lari Otsi)        | 132 × 66 mm | Đỏ đậm          | Chân dung của Ilia Chavchavadze, với chữ viết ილია ჭავჭავაძე 1837–1907, các tạp chí Sakartvelos Moambe và Iveria do ông sáng lập, và đồ cá nhân của ông | Tượng của Vua Vakhtang Gorgasali, người sáng lập Tbilisi, bản đồ thế kỷ 18 của Vakhushti Bagrationi về Tbilisi, một bức tranh toàn cảnh về Tbilisi cũ và thành lũy Narikala, cùng với huy hiệu của Georgia |  | 2016 | 1 tháng 2 năm 2016  |  |  |
|                              |  | ₾50 (lari Ormotsdaati) | 137 × 68 mm | Màu xanh lá cây | Chân dung của nữ hoàng Georgia Tamar với chữ viết თამარ მეფე XII ს., tổ hợp tu viện hang động Vardzia từ thế kỷ 12-13 và một bức tượng chạm từ tu viện Pitareti Virgin Mary Monastery thế kỷ 13 | Minh họa về chòm sao Cung thủ, một bản sao thế kỷ 12, và huy hiệu của Georgia |  | 2016 | 1 tháng 2 năm 2016  |  |  |
|                              |  | ₾100 (lari Asi)        | 142 × 70 mm | Màu tím         | Chân dung của nhà thơ Georgia Shota Rustaveli với chữ viết შოთა რუსთაველი XII ს., một minh họa từ thiên thần ca The Knight in the Panther's Skin, một trang từ bản in gốc và một trang trí từ bản thảo gốc cùng với bức chạm nổi từ thế kỷ 7 về Daniel trong hang sư tử từ nhà thờ Martvili Cathedral of Assumption of the Virgin Mary | Nhà hát Quốc gia Zakaria Paliashvili, một đoạn trích từ bản nhạc của quốc ca Georgia và huy hiệu của Georgia                                                                                               |  | 2016 | 1 tháng 11 năm 2016 |  |  |
| các mấu đồng tiền krona giấy |  |                        |             |                 | | |  |      |                     |  |  |

### Các phiên bản trước đây
| Hình ảnh                     | Hình ảnh | Mệnh giá               | Kích thước  | Màu chính       | Mô tả | Mô tả | Mô tả | Ngày của | Ngày của            | Ngày của   | Ghi chú                                |
| mặt trước                    | mặt sau  | Mệnh giá               | Kích thước  | Màu chính       | mặt trước | mặt sau |       | in ấn    | issue               | withdrawal | Ghi chú                                |
| ---------------------------- | -------- | ---------------------- | ----------- | --------------- | --- | --- | ----- | -------- | ------------------- | ---------- | -------------------------------------- |
|                              |          | ₾1 (Erti lari)         | 115 × 61 mm | Xanh/Xám        | Chân dung của họa sĩ người Gruzia Niko Pirosmanashvili (Pirosmani) với huy hiệu "Pirosmani 1862–1918".                                                                                                 | Toàn cảnh của Tbilisi, thủ đô của Gruzia, và hình ảnh của một con nai từ bức tranh của Pirosmani. |       | 2002     | 5 tháng 8 năm 2002  |            | xu được đúc từ năm 2006                |
|                              |          | ₾2 (Ori Lari)          | 115 × 61 mm | Xanh cam/Đỏ cam | Chân dung của nhà soạn nhạc người Gruzia Zacharia Paliashvili và huy hiệu "Zacharia Paliashvili 1871–1933". Phía trái có các nốt nhạc đầu của vở opera của ông Abesalom da Eteri.                      | Tòa nhà Nhà hát Nhà hát Opera và Ballet Zacharia Paliashvili Tbilisi với huy hiệu "Tbilisi National Opera and Ballet Theatre 1887".                                                                         |       | 2002     | 5 tháng 8 năm 2002  |            | xu được đúc từ năm 2006                |
|                              |          | ₾5 (Khuti lari)        | 115 × 61 mm | Nâu             | Chân dung của nhà giáo sư người Gruzia Ivane Javakhishvili, với huy hiệu "Ivane Javakhishvili 1876–1940"                                                                                               | Tòa nhà chính của Đại học Nhà nước Tbilisi Ivane Javakhishvili và một cuốn sách mở và một hoa văn cây dưới đáy                                                                                              |       | 2002     | 5 tháng 8 năm 2002  |            |                                        |
|                              |          | ₾10 (Ati lari)         | 125 × 63 mm | Xanh dương      | Chân dung của nhà thơ và nhà hoạt động công cộng người Gruzia Akaki Tsereteli, với huy hiệu "Akaki Tsereteli 1840–1915", một con én và nhánh hoa nở                                                    | Chi tiết từ bức tranh của nghệ sĩ người Gruzia David Kakabadze Imereti - Mẹ của tôi và nhánh nho |       | 2002     | 5 tháng 8 năm 2002  |            |                                        |
|                              |          | ₾20 (Otsi lari)        | 131 × 65 mm | Xanh dương vàng | Chân dung của nhà hoạt động công cộng người Gruzia Ilia Chavchavadze với huy hiệu "Ilia Chavchavadze 1837–1907", các tạp chí Sakartvelos Moambe và Iveria, do ông sáng lập và những đồ cá nhân của ông | Tượng điêu khắc của Vua Vakhtang Gorgasali, người sáng lập Tbilisi, một bản đồ của Tbilisi từ thế kỷ 18 do Vakhushti Bagrationi và một bức tranh toàn cảnh của Tbilisi cổ - một bức hình gồm cả Narikala cũ |       | 2002     | 5 tháng 8 năm 2002  |            |                                        |
|                              |          | ₾50 (Ormotsdaati lari) | 135 × 66 mm | Xanh lá đậm     | Chân dung của Nữ hoàng Gruzia Queen Tamar thế kỷ 12, hình ảnh của một con griffin ở phía bên trái của tờ tiền                                                                                          | "Biểu tượng cung Nhân Mã" (trong cung Hoàng Đạo từ một bản minh họa của Gruzia thế kỷ 12 |       | 2004     | 9 tháng 11 năm 2004 |            |                                        |
|                              |          | ₾100 (Asi lari)        | 140 × 67 mm | Xanh nhạt       | Chân dung đồ họa của Shota Rustaveli và chú thích "Shota Rustaveli XII c". Bức tranh các thiên thần nâng chiếc thập giá được miêu tả ở phía bên trái của tờ tiền                                       | Một bức tranh từ câu chuyện Kinh thánh "Daniel trong hang sư tử" từ tác phẩm điêu khắc tu viện Martvili, và chú thích "Martvili VIIc."                                                                      |       | 2004     | 9 tháng 11 năm 2004 |            |                                        |
|                              |          | ₾200 (Orasi lari)      | 146 × 72 mm | Màu vàng        | Chân dung của Kakutsa Cholokashvili. Nền của tờ tiền được tăng cường với các đoạn hình ảnh điêu khắc của Đồ vật Văn hóa Gruzia.                                                                        | Thành phố Sukhumi và các đoạn hình ảnh điêu khắc từ bức tượng thờ trong làng Tsebelda thuộc huyện Gulripshi District.                                                                                       |       | 2006     | 15 tháng 4 năm 2007 |            |                                        |
|                              |          | ₾500 (Khutasi lari)    | 143 × 66 mm | Màu xanh        | Chân dung của David IV. | Văn bản sớm của Georgia và một cây chữ thập. |       | 1995     |                     |            | Chưa bao giờ được phát hành chính thức |
| các mấu đồng tiền krona giấy |          |                        |             |                 | | |       |          |                     |            |                                        |

| Tiền thân: Georgian kupon lari Lý do: Thay thế đồng ruble Liên Xô và ruble Nga bằng một đơn vị tiền tệ chuyển đổi | Tiền tệ Georgia 5 tháng 4 năm 1993 – 2 tháng 10 năm 1995 | Kế tục: Georgian lari Lý do: Lạm phát vô cùng Tỉ lệ: 1 Georgian lari = 1.000.000 Georgian kuponi |

| Tiền thân: Georgian kuponi lari Lý do: Lạm phát vô cùng Tỉ lệ: 1 Georgian lari = 1.000.000 Georgian kuponi lari | Tiền tệ Georgia 2 tháng 10 năm 1995 – | Kế tục: Hiện tại |